# Касакула
Касаку́ла (англ. Kasakula) — традиційна громада у складі дистрикту Нтчисі Центрального регіону Малаві.
Населення — 19850 осіб (2018).